# Torneo Apertura 2021 (Nicaragua)
El Torneo Apertura 2021 fue la edición 97.° del campeonato de liga de la Primera División del fútbol nicaragüense.

## Sistema de competición
El torneo de la Liga Primera está conformado en tres partes:
- Fase de clasificación: 10 equipos juegan todos contra todos a dos vueltas durante 18 jornadas. Primer y segundo lugar clasifican directamente a semifinales. Del tercero al sexto lugar disputan repechaje.

En la etapa regular se observará el sistema de puntos. La ubicación en la tabla general está sujeta a lo siguiente:
- Por juego ganado se obtendrán tres puntos.
- Por juego empatado se obtendrá un punto.
- Por juego perdido no se otorgan puntos.

En esta fase participan los 10 clubes de la Liga Primera jugando en cada torneo todos contra todos durante las 18 jornadas respectivas, a visita recíproca.
- Repechaje: Se juega a un solo partido de acuerdo a las posiciones de la Etapa Regular: 3.º vs 6.º y 4.º vs 5.º, siendo locales los equipos ubicados en el Tercer y Cuarto puesto. El ganador de cada partido avanza a Semifinales, en caso de empate los equipos locales obtienen el pase.
- Fase final: Se juega a visitas recíprocas (ida y vuelta). El clasificado se define de acuerdo al marcador global de la serie.

## Equipos por departamento
| N.º | Departamento  | Equipos                                              |
| --- | ------------- | ---------------------------------------------------- |
| 4   | Managua       | Juventus FC, Managua FC, UNAN FC y CD Walter Ferreti |
| 2   | Nueva Segovia | ART Jalapa y CD Ocotal                               |
| 1   | Carazo        | Diriangén FC                                         |
| 1   | Estelí        | Real Estelí FC                                       |
| 1   | Madriz        | Real Madriz FC                                       |
| 1   | Matagalpa     | H&H Export Sébaco                                    |

## Ascenso y descenso
| Pos  | a la Liga de Ascenso |
| ---- | -------------------- |
| 10º  | CD Junior            |
| Rep. | Chinandega FC        |

| Pos  | a la Liga Primera |
| ---- | ----------------- |
| 1º   | UNAN FC           |
| Rep. | H&H Export Sébaco |

## Información de los equipos
| Equipo            | Entrenador         | Ciudad                | Estadio                        | Capacidad | Fundación       |
| ----------------- | ------------------ | --------------------- | ------------------------------ | --------- | --------------- |
| ART Jalapa        | Carlos Martino     | Jalapa, Nueva Segovia | Estadio Alejandro Ramos Turcio | 2.000     | 2011 (14 años)  |
| CD Ocotal         | Mario Alfaro       | Ocotal, Nueva Segovia | Estadio Roy Fernando Bermúdez  | 1.500     | 2002 (23 años)  |
| Diriangén FC      | Flavio Da Silva    | Diriamba, Carazo      | Estadio Cacique Diriangén      | 7.000     | 1917 (108 años) |
| H&H Export Sébaco | Jorge Luis Vanegas | Sébaco, Matagalpa     | Estadio de Fútbol de Matagalpa | 1.800     | 2018 (7 años)   |
| Juventus FC       | Óscar Blanco       | Managua               | Estadio Olímpico del IND       | 8.000     | 1977 (48 años)  |
| Managua FC        | Emilio Aburto      | Managua               | Estadio Nacional               | 20.000    | 2006 (19 años)  |
| Real Estelí FC    | José Luis Trejo    | Estelí                | Estadio Independencia          | 9.000     | 1961 (64 años)  |
| Real Madriz FC    | Carlos Matamoros   | Somoto, Madriz        | Estadio Solidaridad            | 2.500     | 1996 (29 años)  |
| UNAN FC           | Daniel García      | Managua               | Estadio Nacional               | 20.000    | 1996 (29 años)  |
| CD Walter Ferreti | Henry Urbina       | Managua               | Estadio Nacional               | 20.000    | 1987 (38 años)  |

## Fase de clasificación

### Tabla de posiciones
| Pos | Equipos           | PJ | PG | PE | PP | GF | GC | Dif. | Pts. |
| --- | ----------------- | -- | -- | -- | -- | -- | -- | ---- | ---- |
| 1.  | Real Estelí FC    | 18 | 12 | 2  | 4  | 41 | 21 | +20  | 38   |
| 2.  | Diriangén FC      | 18 | 12 | 2  | 4  | 38 | 20 | +18  | 38   |
| 3.  | Managua FC        | 18 | 9  | 4  | 5  | 31 | 15 | +16  | 31   |
| 4.  | CD Walter Ferreti | 18 | 8  | 4  | 6  | 40 | 28 | +12  | 28   |
| 5.  | CD Ocotal         | 18 | 6  | 5  | 7  | 19 | 28 | -9   | 23   |
| 6.  | Juventus FC       | 18 | 6  | 4  | 8  | 21 | 27 | -6   | 22   |
| 7.  | Real Madriz FC    | 18 | 6  | 3  | 9  | 24 | 32 | -8   | 21   |
| 8.  | H&H Export Sébaco | 18 | 4  | 6  | 8  | 26 | 33 | -7   | 18   |
| 9.  | UNAN FC           | 18 | 4  | 5  | 9  | 23 | 38 | -15  | 17   |
| 10. | ART Jalapa        | 18 | 3  | 5  | 10 | 12 | 33 | -21  | 14   |

| Simbología |
| --- |
| Pos – Posición; PJ – Partidos Jugados; PG - Partidos Ganados; PE - Partidos Empatados; PP - Partidos Perdidos; GF – Goles a Favor; GC – Goles en Contra; DIF – Diferencia de Goles; PTS - Puntos. |

|  | Líder, Clasifica a la Fase Final (1.er Lugar). |
|  | Clasifica a la Fase Final (2.º Lugar).         |
|  | Clasifica a Repechaje (3.º al 6.º Lugar).      |
|  | Último lugar.                                  |

### Evolución de la clasificación
| Real Estelí FC                                 | 1  | 2  | 2  | 1  | 1  | 1  |  |  |  |  |  |    |  |  |  |  |  |  |
| Diriangén FC                                   | 3  | 3  | 3  | 2  | 2  | 2  |  |  |  |  |  |    |  |  |  |  |  |  |
| CD Walter Ferreti                              | 2  | 1  | 1  | 3  | 4  | 3  |  |  |  |  |  |    |  |  |  |  |  |  |
| CD Ocotal                                      | 6  | 8  | 5  | 7  | 3  | 4  |  |  |  |  |  | 7  |  |  |  |  |  |  |
| H&H Export Sébaco                              | 10 | 5  | 7  | 8  | 10 | 5  |  |  |  |  |  | 9  |  |  |  |  |  |  |
| Real Madriz FC                                 | 9  | 10 | 9  | 4  | 5  | 6  |  |  |  |  |  |    |  |  |  |  |  |  |
| Juventus FC                                    | 4  | 4  | 8  | 10 | 6  | 7  |  |  |  |  |  | 4  |  |  |  |  |  |  |
| Managua FC                                     | 8  | 7  | 4  | 5  | 7  | 8  |  |  |  |  |  | 3  |  |  |  |  |  |  |
| ART Jalapa                                     | 5  | 6  | 10 | 6  | 8  | 9  |  |  |  |  |  | 8  |  |  |  |  |  |  |
| UNAN FC                                        | 7  | 9  | 6  | 9  | 9  | 10 |  |  |  |  |  | 10 |  |  |  |  |  |  |
| Última actualización: 10 de septiembre de 2021 |    |    |    |    |    |    |  |  |  |  |  |    |  |  |  |  |  |  |

### Resultados Cruzados
| ART Jalapa                                     |       | 1 - 1 |       | 0 - 2 |       | 1 - 1 |       |       |       | 2 - 0 |
| CD Ocotal                                      |       |       | 1 - 1 |       |       |       |       | 2 - 1 |       |       |
| Diriangén FC                                   |       |       |       |       | 2 - 0 |       |       |       | 2 - 1 |       |
| H&H Export Sébaco                              |       | 0 - 1 |       |       |       | 0 - 0 |       |       |       |       |
| Juventus FC                                    |       |       |       | 1 - 0 |       |       | 1 - 3 |       |       |       |
| Managua FC                                     |       |       | 1 - 2 |       | 0 - 1 |       | 3 - 0 |       |       |       |
| Real Estelí FC                                 | 2 - 0 |       |       | 4 - 0 |       |       |       | 3 - 0 | 4 - 1 |       |
| Real Madriz FC                                 |       |       | 0 - 1 |       | 2 - 0 |       |       |       |       |       |
| UNAN FC                                        | 1 - 0 |       |       | 0 - 2 |       |       |       | 3 - 5 |       |       |
| CD Walter Ferreti                              |       | 4 - 0 |       |       | 2 - 0 |       |       | 4 - 1 | 1 - 1 |       |
| Última actualización: 10 de septiembre de 2021 |       |       |       |       |       |       |       |       |       |       |

|  | Victoria del equipo local     |
|  | Empate                        |
|  | Victoria del equipo visitante |

### Jornadas
- Los horarios son correspondientes al tiempo de Nicaragua (UTC-6).

#### Primera vuelta
| Diriangén FC      | 2 - 1 | UNAN FC           | Estadio Nacional               | 30 de julio | 19:00 |
| CD Walter Ferreti | 4 - 1 | Real Madriz FC    | Estadio Nacional               | 31 de julio | 17:00 |
| Real Estelí FC    | 4 - 0 | H&H Export Sébaco | Estadio Independencia          | 31 de julio | 19:00 |
| Managua FC        | 0 - 1 | Juventus FC       | Estadio Nacional               | 31 de julio | 20:00 |
| ART Jalapa        | 1 - 1 | CD Ocotal         | Estadio Alejandro Ramos Turcio | 1 de agosto | 18:00 |

| Real Estelí FC    | 3 - 0 | Real Madriz FC    | Estadio Independencia          | 7 de agosto | 19:00 |
| CD Walter Ferreti | 4 - 0 | CD Ocotal         | Estadio Nacional               | 7 de agosto | 20:00 |
| ART Jalapa        | 1 - 1 | Managua FC        | Estadio Alejandro Ramos Turcio | 8 de agosto | 18:00 |
| UNAN FC           | 0 - 2 | H&H Export Sébaco | Estadio Nacional               | 9 de agosto | 17:00 |
| Diriangén FC      | 2 - 0 | Juventus FC       | Estadio Nacional               | 9 de agosto | 20:00 |

| UNAN FC           | 1 - 0 | ART Jalapa     | Estadio Nacional               | 14 de agosto     | 19:00 |
| H&H Export Sébaco | 0 - 1 | CD Ocotal      | Estadio de Fútbol de Matagalpa | 15 de agosto     | 15:00 |
| Real Madriz FC    | 2 - 0 | Juventus FC    | Estadio Solidaridad            | 15 de agosto     | 18:00 |
| Managua FC        | 3 - 0 | Real Estelí FC | Estadio Nacional               | 15 de agosto     | 20:00 |
| CD Walter Ferreti | v.s   | Diriangén FC   | Estadio Nacional               | 22 de septiembre | 20:00 |

| Juventus FC       | 1 - 3 | Real Estelí FC    | Estadio Arnoldo y Matty        | 21 de agosto | 15:00 |
| ART Jalapa        | 2 - 0 | CD Walter Ferreti | Estadio Alejandro Ramos Turcio | 21 de agosto | 19:00 |
| H&H Export Sébaco | 0 - 0 | Managua FC        | Estadio de Fútbol de Matagalpa | 22 de agosto | 15:00 |
| CD Ocotal         | 1 - 1 | Diriangén FC      | Estadio Roy Bermúdez           | 22 de agosto | 18:00 |
| UNAN FC           | 3 - 5 | Real Madriz FC    | Estadio Nacional               | 22 de agosto | 20:00 |

| Juventus FC       | 1 - 0 | H&H Export Sébaco | Estadio Nacional      | 28 de agosto | 19:00 |
| CD Ocotal         | 2 - 1 | Real Madriz FC    | Estadio Roy Bermúdez  | 28 de agosto | 19:00 |
| Managua FC        | 1 - 2 | Diriangén FC      | Estadio Nacional      | 29 de agosto | 18:00 |
| Real Estelí FC    | 2 - 0 | ART Jalapa        | Estadio Independencia | 29 de agosto | 19:00 |
| CD Walter Ferreti | 1 - 1 | UNAN FC           | Estadio Nacional      | 29 de agosto | 20:00 |

| Real Madriz FC    | 0 - 1 | Diriangén FC      | Estadio Solidaridad            | 1 de septiembre  | 19:00 |
| Real Estelí FC    | 4 - 1 | UNAN FC           | Estadio Independencia          | 1 de septiembre  | 19:00 |
| CD Walter Ferreti | 2 - 0 | Juventus FC       | Estadio Nacional               | 1 de septiembre  | 20:00 |
| ART Jalapa        | 0 - 2 | H&H Export Sébaco | Estadio Alejandro Ramos Turcio | 2 de septiembre  | 18:00 |
| Managua FC        | v.s   | CD Ocotal         | Estadio Nacional               | 22 de septiembre | 17:00 |

| Real Madriz FC    | v.s | ART Jalapa        | Estadio Solidaridad            | 11 de septiembre | 19:00 |
| H&H Export Sébaco | v.s | CD Walter Ferreti | Estadio de Fútbol de Matagalpa | 12 de septiembre | 11:00 |
| Juventus FC       | v.s | CD Ocotal         | Estadio Nacional               | 12 de septiembre | 17:00 |
| Diriangén FC      | v.s | Real Estelí FC    | Estadio Cacique Diriangén      | 12 de septiembre | 18:00 |
| UNAN FC           | v.s | Managua FC        | Estadio Nacional               | 12 de septiembre | 20:00 |

|  | v.s |
|  | v.s |
|  | v.s |
|  | v.s |
|  | v.s |

|  | v.s |
|  | v.s |
|  | v.s |
|  | v.s |
|  | v.s |

#### Segunda vuelta
|  | v.s |
|  | v.s |
|  | v.s |
|  | v.s |
|  | v.s |

|  | v.s |
|  | v.s |
|  | v.s |
|  | v.s |
|  | v.s |

|  | v.s |
|  | v.s |
|  | v.s |
|  | v.s |
|  | v.s |

|  | v.s |
|  | v.s |
|  | v.s |
|  | v.s |
|  | v.s |

|  | v.s |
|  | v.s |
|  | v.s |
|  | v.s |
|  | v.s |

|  | v.s |
|  | v.s |
|  | v.s |
|  | v.s |
|  | v.s |

|  | v.s |
|  | v.s |
|  | v.s |
|  | v.s |
|  | v.s |

|  | v.s |
|  | v.s |
|  | v.s |
|  | v.s |
|  | v.s |

|  | v.s |
|  | v.s |
|  | v.s |
|  | v.s |
|  | v.s |

## Repechaje
| 24 de noviembre de 2021                        | CD Walter Ferreti                    | 2:0 (0:0) | CD Ocotal | Estadio Nacional, Managua |                          |
|                                                | Hayder Calero 15' · Dshon Forbes 61' | Reporte   |           | Árbitro(s): Oscar Davila  | Árbitro(s): Oscar Davila |
| El Walter Ferreti clasifica a las semifinales. |                                      |           |           |                           |                          |

| 24 de noviembre de 2021, 23:00          | Managua FC      | 1:0 (0:0) (t. s.) | Juventus FC | Estadio Nacional, Managua |                          |
|                                         | Christiano 111' | Reporte           |             | Árbitro(s): Erick Lezama  | Árbitro(s): Erick Lezama |
| El Managua clasifica a las semifinales. |                 |                   |             |                           |                          |

## Fase Final

### Semifinales

#### Ida
| 27 de noviembre de 2021, 22:00 | Managua FC          | 1:2 (0:0) | Diriangén FC                         | Estadio Nacional, Managua |                          |
|                                | Enrique Morillo 58' | Reporte   | Jaime Moreno 61' · Robinson Luiz 67' | Árbitro(s): Oscar Davila  | Árbitro(s): Oscar Davila |

| 28 de noviembre de 2021, 21:00 | CD Walter Ferreti   | 1:4 (1:1) | Real Estelí FC                                                | Estadio Nacional, Managua |                          |
|                                | Braian Calabrese 6' | Reporte   | Danilo Alves 24', 52' · Harold Medina 46' · Oscar Acevedo 71' | Árbitro(s): Erick Lezama  | Árbitro(s): Erick Lezama |

#### Vuelta
| 5 de diciembre de 2021, 21:00      | Diriangén FC                          | 2:0 (0:0) | Managua FC | Estadio Cacique Diriangén, Diriamba |                          |
|                                    | Erick Téllez 45+2' · Jaime Moreno 87' | Reporte   |            | Árbitro(s): Erick Lezama            | Árbitro(s): Erick Lezama |
| El Diriangén clasifica a la final. |                                       |           |            |                                     |                          |

| 4 de diciembre de 2021, 22:00        | Real Estelí FC                           | 2:0 (2:0) | CD Walter Ferreti | Estadio Independencia, Estelí |                          |
|                                      | Danilo Alves 24' · Richard Rodríguez 41' | Reporte   |                   | Árbitro(s): Óscar Davila      | Árbitro(s): Óscar Davila |
| El Real Estelí clasifica a la final. |                                          |           |                   |                               |                          |

### Final

#### Ida
| 11 de diciembre de 2021, 22:00 | Diriangén FC     | 1:0 (1:0) | Real Estelí FC | Estadio Cacique Diriangén, Diriamba |                          |
|                                | Erick Téllez 22' | Reporte   |                | Árbitro(s): Erick Lezama            | Árbitro(s): Erick Lezama |

#### Vuelta
| 18 de diciembre de 2021, 22:00 | Real Estelí FC | 0:0 (0:0) | Diriangén FC | Estadio Independencia, Estelí |                         |
|                                |                | Reporte   |              | Árbitro(s): Jorge Ojeda       | Árbitro(s): Jorge Ojeda |

| Bandera del departamento de Carazo |
| Campeón Diriangén FC               |
| 29.° título                        |

## Goleadores
- Actualizado el 18 de diciembre de 2021.

| Pos. | Jugador          | Equipo            | Goles |
| ---- | ---------------- | ----------------- | ----- |
| 1.º  | Brian Calabrese  | Walter Ferreti    | 18    |
| 2.º  | Luis Galeano     | H&H Export Sébaco | 12    |
| 3.º  | Danilo Alves     | Real Estelí       | 12    |
| 4.º  | Lucas dos Santos | Managua           | 11    |
| 5.º  | Edwin Castro     | Real Madriz       | 11    |
| 6.º  | Jaime Moreno     | Diriangén         | 10    |